# ريتشارد بال (دراج)
ريتشارد بال (بالإنجليزية: Richard Ball)‏ هو دراج أمريكي، ولد في 26 يوليو 1944 في دنفر في الولايات المتحدة.

## وصلات خارجية
- ريتشارد بال على موقع أرشيف الدراجات (الإنجليزية)
- ريتشارد بال على موقع أوليمبيديا (الإنجليزية)